# Marc Renard
Pour les articles homonymes, voir Renard (homonymie).
Marc Renard, né le 1er août 1953 et mort le 6 janvier 2016, est un ingénieur en bâtiment et auteur et éditeur d'ouvrages sur la surdité, surtout connu pour son livre Les sourds dans la ville - Surdités et accessibilité, livre destiné aussi bien aux architectes et constructeurs qu'aux sourds et leur famille.

## Biographie
Deux ans après sa naissance en 1953, Marc devient sourd à cause d'une maladie. Il étudie au Cours Morvan et réussi son baccalauréat en 1974.
Il est le fondateur de l'association pour l'accessibilité du cadre de vie aux personnes sourdes, devenues sourdes ou malentendantes 2-AS le 1er janvier 2004 avec Martine Renard et de son pole édition pour les sourds: Éditions du Fox. Il est le fondateur en 1996 du pôle édition du même nom, en section d'une association nationale, celui-ci a été transféré à la nouvelle association lors de sa création. En plus de textes sur l'accessibilité aux personnes sourdes, il est redacteur et éditeur de la série Surdifiches. Il est un des représentants techniques nationaux pour l'accessibilité. C'est lui qui a introduit en 1996 le terme de audiocentrisme.
Marc Renard est décédé le 6 janvier 2016 à l'âge de 62 ans.

## Œuvres

### Albums
Sourds, cent blagues !
- 1 Sourds, cent blagues, Petit traité d’humour sourd, Éditions du Fox, 1998
Scénario : Marc Renard - Dessin : Yves Lapalu -  (ISBN 978-2-9187-4904-2)
- 2 Sourds, cent blagues ! : Tome 2, Éditions du Fox, 1998
Scénario : Marc Renard - Dessin : Yves Lapalu -  (ISBN 978-2-9187-4905-9)
- 3 Sourds, cent blagues ! : Tome 3, Éditions du Fox, 1998
Scénario : Marc Renard - Dessin : Michel Garnier -  (ISBN 978-2-9187-4910-3)
- Les sourdoués scenario Marc Renard, dessins Sandrine Allier, 2000[11]

### Livres
- 1997 : Gestes des moines, regard des sourds avec Aude de Saint-Loup et Yves Delaporte
- 2002 : Le cours Morvan, Impossible n'est pas sourd ! avec Martine Renard
- 2003 : Écrire les signes : La mimographie d'Auguste Bébian et les notations contemporaines, Première édition en 2003, réédition en 2008.
- 2004 : Aux origines de la langue des signes française : Brouland, Pélissier, Lambert, les premiers illustrateurs de 1855 à 1865 avec Yves Delaporte
- 2008 : Les sourds dans la ville : Surdités et accessibilité . Première version en 1996, deuxième en 1998 et troisième en 2008[12].
- 2009 : Le Surdilège : Cent sourdes citations avec Pat Mallet
- 2015 : Les congrès internationaux pour et des sourds-muets au XIXe siècle[13].
- 2016 : Un fils de Thot, chroniques sourdes, 2016[14] , [15]

### Rapports, essais
- Surdités et transports, Conseil national des transports, Comité de liaison pour le transport des personnes handicapées, Paris, 1993.
- Mieux s'entendre avec les personnes âgées sourdes ou malentendantes, Fondation de France, Paris 1995.
- Habitat : Accessibilité du cadre de vie pour les personnes sourdes ou malentendantes Éd. du Fox, 2004.
- Transports : Accessibilité du cadre de vie pour les personnes sourdes ou malentendantes, Éd. du Fox, 2004.
- Tourisme : Accessibilité du cadre de vie pour les personnes sourdes ou malentendants, Éd. du Fox, 2004.
- Santé : Accessibilité du cadre de vie pour les personnes sourdes ou malentendantes, Éd du Fox, 2004.
- Statistiques et terminologie : Accessibilité du cadre de vie pour les personnes sourdes ou malentendantes, Éd. du Fox, 2004.
- Que faire quand on devient sourd ou malentendant à l'âge adulte, Éd du Fox, sans date [16]
- Surdités, accessibilité et illettrisme in: Les Cahiers de l’Actif, Mars - Juin 2001 p. 69-80.
- Les Sourds peuvent-ils conduire ? (avec Laurent Lejard) mars 2009 [17].
- La vie malentendue, (compte-rendu du livre de Gerald Shea) decembre 2015 [18].